# Martin-Baker MB 5
Прототип британского одномоторного истребителя времен Второй Мировой войны. Ни MB 5, ни его предшественники так и не пошли в серию, несмотря на отличные отзывы летчиков-истребителей.

## История создания
Согласно официальным документам опытный образец MB.5 строился как второй экземпляр МВ З и получил соответствующий бортовой номер R2496. Также планировалось подобным образом построить и второй MB.5, но 14 мая 1943 г. заказ на него был отменен. По спецификации министерства авиации F. 18/39 прототип должен был иметь скорость более 400 миль в час.
После крушения первого экземпляра MB 3 в 1942 году, строительство второго прототипа был отложено. Модифицированный MB 3 с двигателем Rolls-Royce Griffon задумывался как MB 4, но вместо этого было принято решение о глубокой переработке.
Новый самолёт получил обозначение MB 5. на нём использовались крылья, схожие с крыльям MB 3, однако машина получила совершенно новый фюзеляж со стальными трубами. Мощность двигателя V12 с жидкостным охлаждением Rolls-Royce Griffon 83 составляла 2,340 л. с. (1,745 кВт). Самолёт оснастили соосным трехлопостным винтом противоположного вращения.
Вооружение состояло из четырёх 20-мм пушек Hispano Mk II, установленных в крыльях. Ключевой особенностью конструкции самолёта была простота изготовления и обслуживания: большая часть конструкции была коробчатой, предпочитая прямые линии и простую конформацию.

## Летные испытания
Первый полет MB 5 с бортовым номером R2496 состоялся 23 мая 1944 года. Летчики-испытатели высоко оценили его летные данные, а компоновка кабины была одобрена экспериментальным учреждением по самолетам и вооружению (A&AEE). Удобство обслуживания для наземных служб было обеспечено благодаря системе съемных панелей.
Летчик испытатель Janusz Żurakowski, признанный одним из лучших мастеров высшего пилотажа в Великобритании, произвел большое впечатление на авиасалоне в Фарнборо в июне 1946 года с Martin-Baker MB 5. Он считал этот самолет превосходным поршневым истребителем, во многом превосходящим легендарный Spitfire.
Серийное производство, однако, начато не было. Одной из причин тому может служить выход из строя двигатель Rolls-Royce Griffon во время демонстрации MB 5 премьер-министру Уинстону Черчиллю, начальнику штаба ВВС и множеству других VIP-персон на важной выставке британских и захваченных немецких самолетов в Фарнборо. Другой причиной считается отсутствие соответствующего финансирования Мартин-Бейкер, что отразилось на сроках разработки самолета и, возможно, послужило причиной закрытия программы. 

## Технические характеристики
Основано на данных Jane’s all the World’s Aircraft 1947, Jane’s Fighting Aircraft of World War II, British Aircraft of World War II

### Базовые характеристики
- Экипаж: 1 человек.
- Длина: 11.51 м
- Размах крыла: 11 м
- Высота: 3.81 м
- Площадь крыла: 24.4 м2
- Профиль крыла: RAF 34
- Вес пустого: 4 188 кг
- Общий вес: 5 216 кг
- Максимальный взлетный вес: 5 484 кг
- Двигатель: Rolls-Royce Griffon 83 V-12 мощностью 2,340 л. с.
- Воздушный винт: 6-лопастной винт де Хэвилленд сосного типа с противоположным вращением по три лопасти.

### Полетные характеристики
- Максимальная скорость: 740 км/ч на 6100 м
- дальность полета: 1 770 км
- Практический потолок: 12000 м.
- Скороподъемность: 19.3 м/с
- Нагрузка на крыло: 224 кг/м2

### Вооружение
- Вооружение: 4× 20 мм Hispano Mk.II